# Dhanushadham
Dhanushadham (Nepali धनुषाधाम Dhanushadham) ist eine Stadt (Munizipalität) im östlichen Terai Nepals im Distrikt Dhanusha.
Die Stadt entstand 2014 durch Zusammenlegung der Village Development Committees Dhanusha Govindapur, Dhanushadham, Umaprempur und Yagyabhumi. Die Stadt ist benannt nach dem Dhanush Mandir („Tempel des Bogens“), in dem der von Ram gebrochene Bogen Shivas aufbewahrt wird.
Das Stadtgebiet umfasst 90,07 km².

## Einwohner
Bei der Volkszählung 2011 hatten die VDCs, aus welchen die Stadt Dhanushadham entstand, 45.008 Einwohner (davon 21.824 männlich) in 8603 Haushalten.